# Wokha
Wokha è una suddivisione dell'India, classificata come town committee, di 37.696 abitanti, capoluogo del distretto di Wokha, nello stato federato del Nagaland. In base al numero di abitanti la città rientra nella classe III (da 20.000 a 49.999 persone).

## Geografia fisica
La città è situata a 26° 6' 0 N e 94° 16' 0 E e ha un'altitudine di 1.460 m s.l.m..

## Società

### Evoluzione demografica
Al censimento del 2001 la popolazione di Wokha assommava a 37.696 persone, delle quali 20.401 maschi e 17.295 femmine. I bambini di età inferiore o uguale ai sei anni assommavano a 4.578, dei quali 2.312 maschi e 2.266 femmine. Infine, coloro che erano in grado di saper almeno leggere e scrivere erano 30.014, dei quali 16.687 maschi e 13.327 femmine.